# 澤村ゆかり
澤村 ゆかり（さわむら - 、1967年6月25日 - ）はザ・ニュース所属の女優。

埼玉県出身。秋津学園短期大学卒業。身長160cm・体重45kg。
趣味は日本舞踊（名取）・ピアノ・フラワーアレンジメント。

## 主な出演作品

### ドラマ
- 火曜サスペンス劇場（日本テレビ）
  - 刑事・鬼貫八郎2「擬装心中」（1993年11月30日）
    - 津山久子 役

  - 新 女検事霞夕子「花を捨てる女」（1995年11月21日）
  - 「警視庁鑑識班」（1996年 - 2005年）
    - 「花工房」店員 役（1）
    - 岸野友子 役（3・5〜13、16〜19）

  - 「弁護士・朝日岳之助11 笑わせても殺さない」（1998年2月17日）
  - いちど死んだ妻（2000年2月15日）
  - 幸せの幻影（2001年7月24日）
- 炎立つ
- ナースのお仕事
- すくすく赤ちゃん
- 水曜ドラマ（日本テレビ）
  - 「警視庁鑑識班2004」（2004年1月14日 - 3月17日）
    - 岸野友子 役

### 映画
- 新宿欲望探偵

### CM
- おでんの素

### 舞台
- 紅い華のデジャヴー
- 星に願いを